# Тріус Олександр Олексійович
Олександр Олексійович Тріус (нар. 31 серпня 1967, м. Ромни, Сумська область) — кобзар-лірник, мистецтвознавець, учасник і організатор різноманітних концертів, фестивалів, просвітницьких заходів. Володіє грою на лірі, старосвітській бандурі та кобзі. Брав участь у зйомках фільму «Поводир» (режисер і сценарист Олесь Санін).

## Біографія

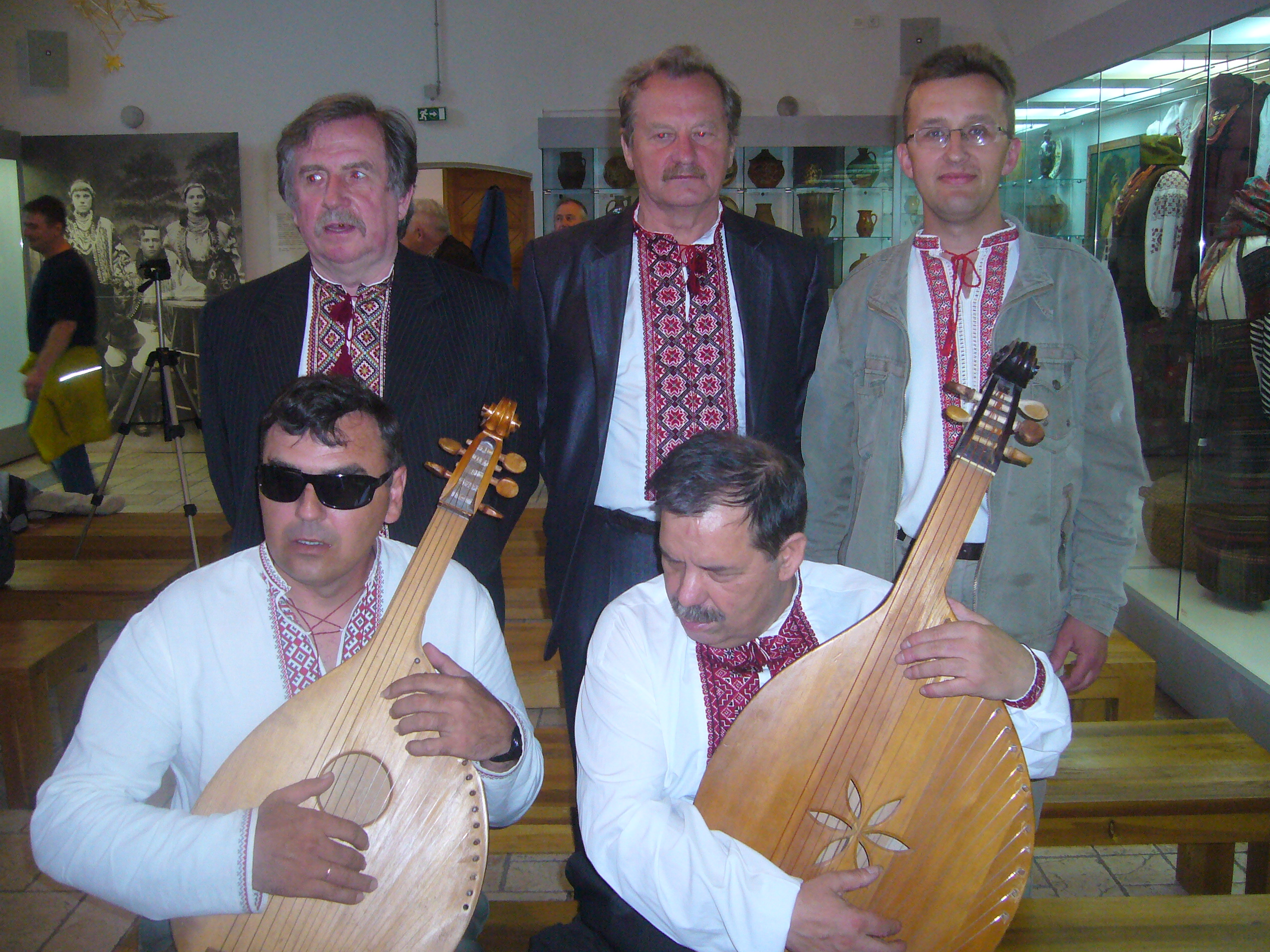
Панмайстри кобзарських цехів з незрячими виконавцями: Михайло Хай (Львівський цех), Микола Товкайло (київський цех), Костянтин Черемський (Харківський цех)(вгорі); Лайош Молнар та Олександр Тріус (нижній ряд).

Олександр від народження мав слабкий зір. У дитинстві виявляв значні музичні здібності. Навчався в ЗОШ №11 та ДПТНЗ «Роменське ВПУ-14».
Під час служби в армії грав у військовому духовому оркестрі та естрадному колективі при клубі військової частини.
У 1987 році внаслідок нещасного випадку отримав важку черепно-мозкову травму, що вплинуло негативно на його зір, а у 2003 році Олександр осліп повністю.
Український етномузиколог, доктор мистецтвознавства Михайло Хай запропонував Олександру опанувати традиційний кобзарський інструмент — старосвітську бандуру.
В репертуарі митця пісні, якими (згідно з достовірними літературознавчими джерелами) заслухався у виконанні тодішніх лірників на одному з ринків сам Тарас Шевченко. Кобзарі-лірники не змінюють виконуваних ними текстів і передають їх з покоління  в покоління саме у первинному вигляді.
З 2011-го року Олександр Тріус бере участь  у фестивалях «Кобзарська Трійця». Прийняв посвяту у братчики Київського кобзарського цеху. 2013-го року —  учасник ХІІІ Всеукраїнського фестивалю сучасної пісні та популярної музики «Червона Рута». Брав участь у фестивалі «ЛіраФест-2021», що відбувався в м. Рівне.

Мандрує Україною і поширює автентичну музичну традицію XVI-XIX століття.
«Відроджую кобзарство на Роменщині. Зміст кобзарства полягає в тому, що, по-перше, відроджуємо справжню історію, по-друге, повертаємо людські душі до Бога. Оскільки в радянський час простим людям забороняли бути публічно релігійними», — Олександр Тріус.